# スワブ
スワブ (swab) は、管楽器、特に木管楽器の手入れをするための布。

## 概要
管楽器では、呼気に含まれる水分が管体内部にたまってしまうが、スワブを何度か通すことでこれを拭う。布には長い紐がついていて、さらにその紐におもりのようなものを取り付けることで管の中を通しやすくしている。
特に管体が木製の楽器において水分が付着したままこれを置いておくことは、管にひびが入って割れたりカビが生えたりする原因となるため、このような手入れが重視される。金管楽器においては水分によるひび割れの可能性がないため、抜き差し管を外して水分を排出するにとどまり、スワブによって水分を拭うことはそれほど一般的ではない。楽器によっては後述のクリーニングロッドが使われることがある。素材としては、主に綿や絹が用いられる。

## クリーニングロッド
金管楽器（特にトロンボーンなど）やリコーダーなどにおいては、スワブの代わりにクリーニングロッドが使われることがある。これは、金属製や木製の棒の先に水分を拭うための布がついた構造をしており、棒に布を巻きつけた上で管の中に差し込むことで水分を拭うものである。使用する目的は前述のスワブとほぼ同じである。